# Chimelong Ocean Kingdom

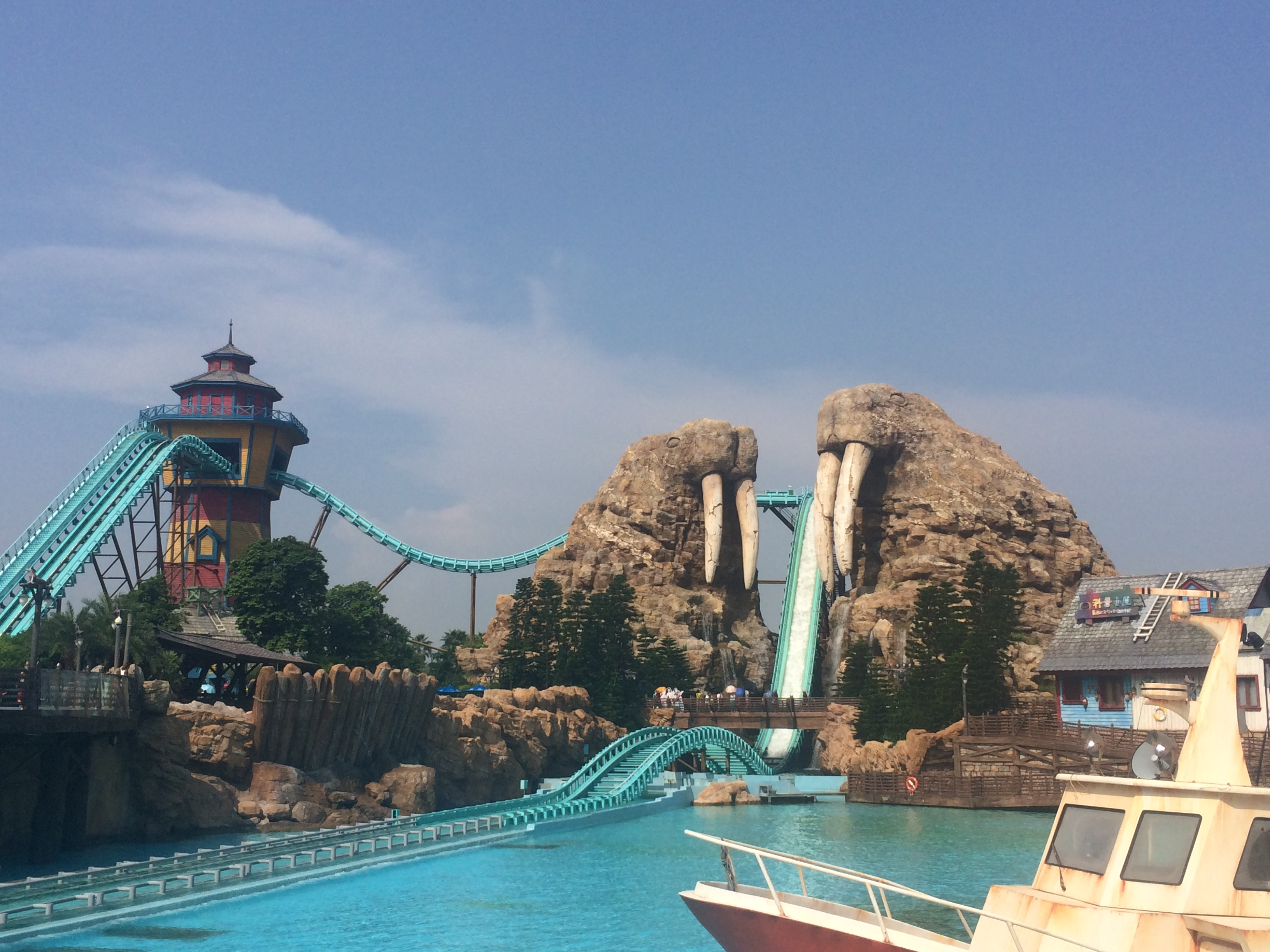
De rotsformatie in Mt. Walrus, met daartussen de Walrus Splash

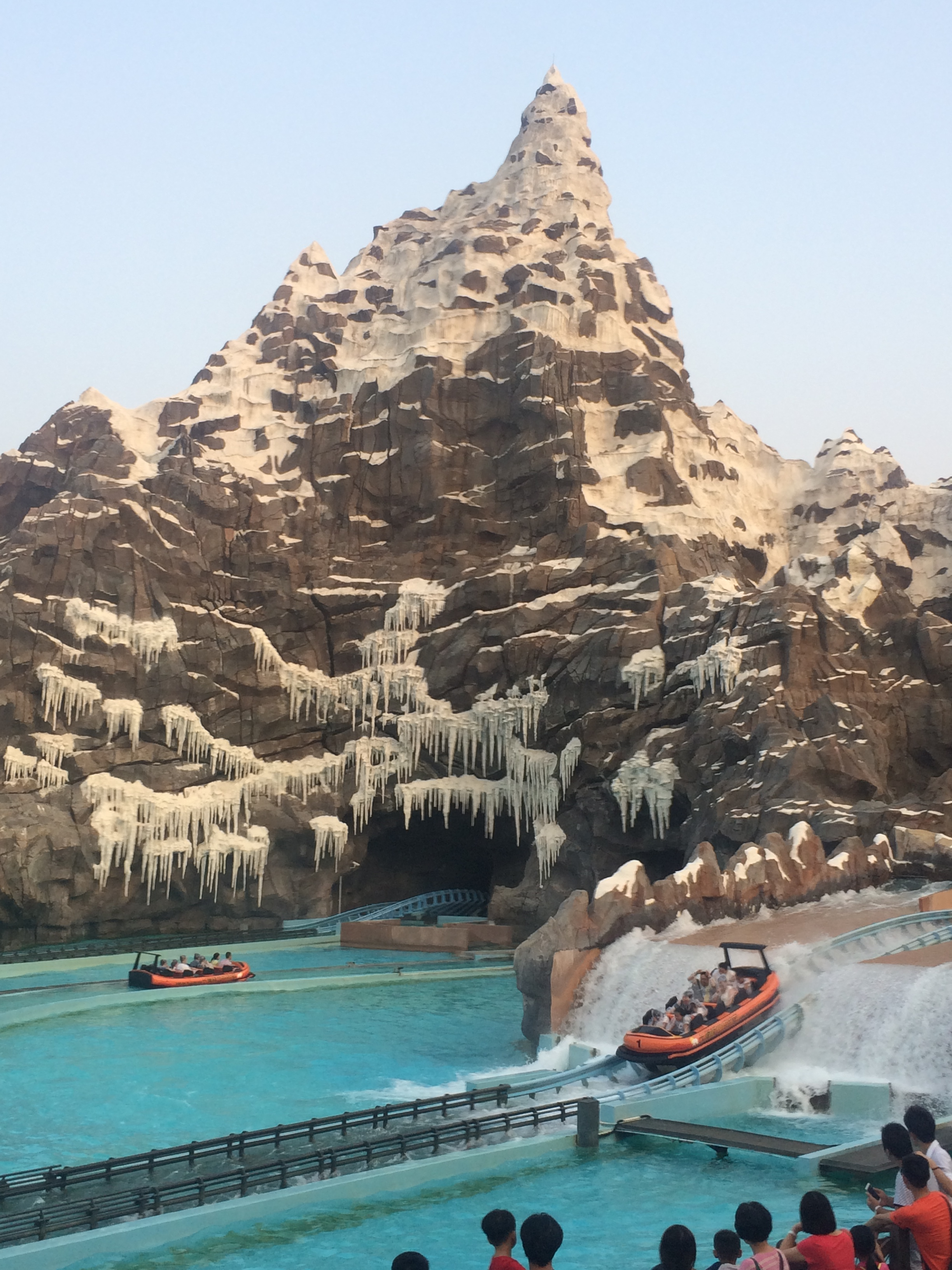
Polar Explorer

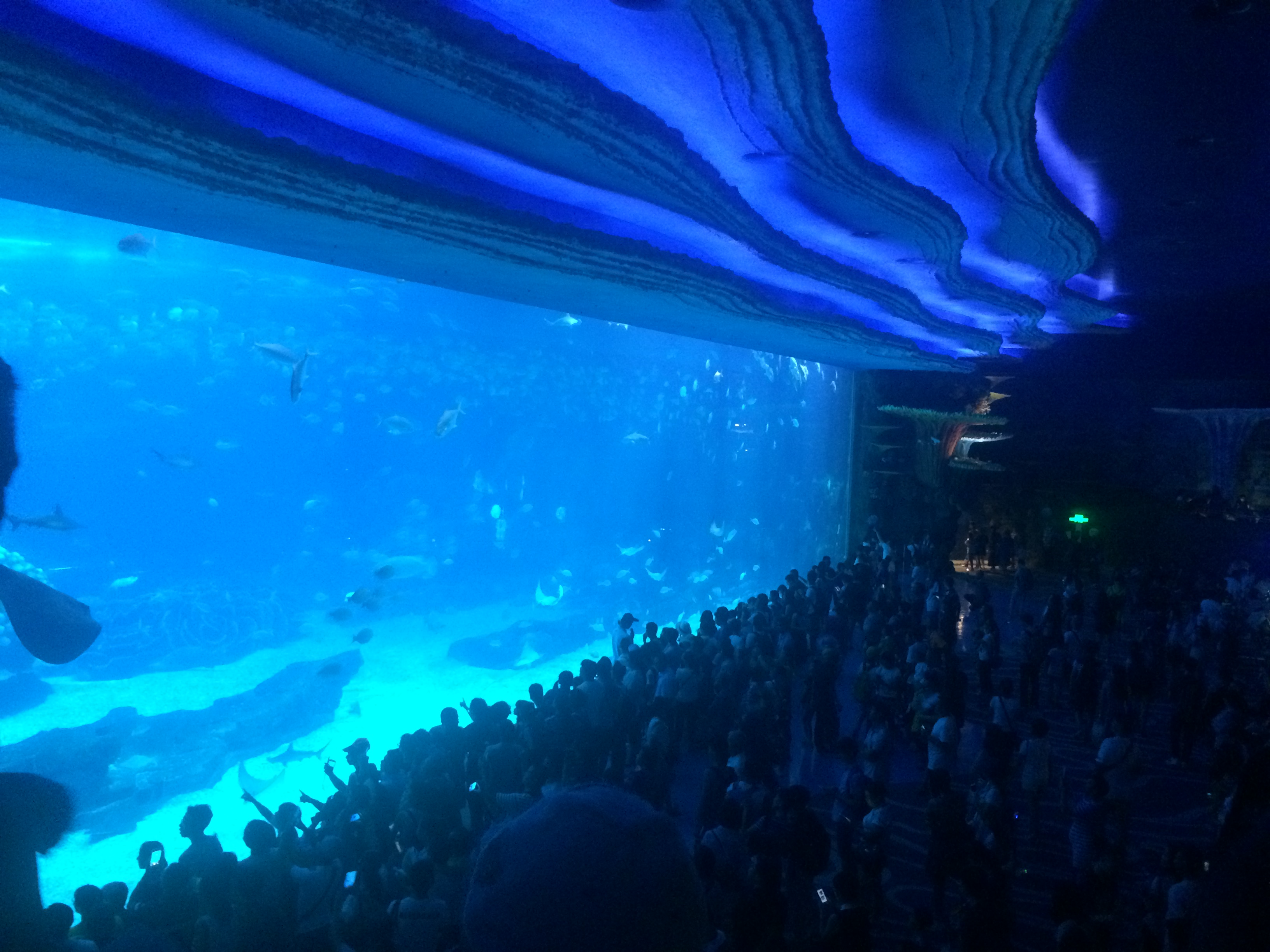
Het Whale Shark Aquarium in Ocean Beauty

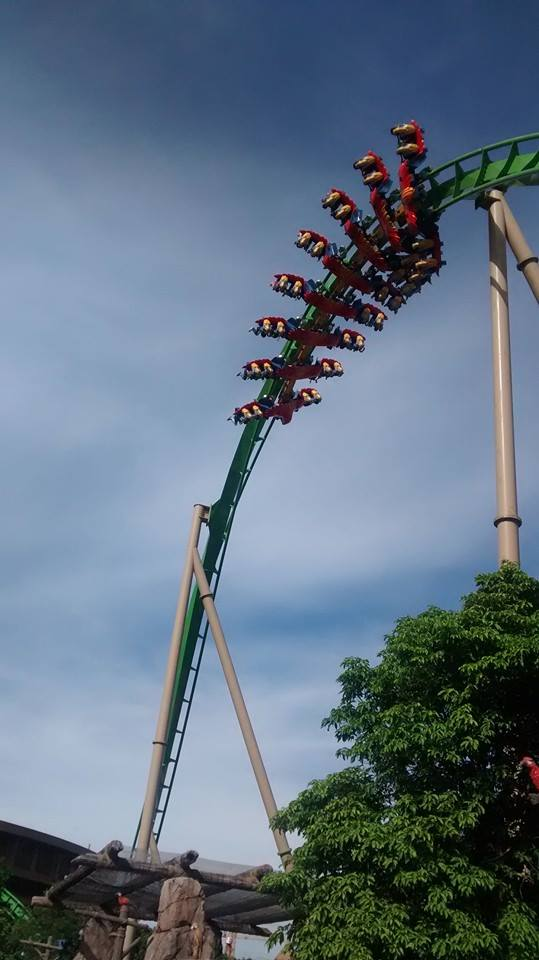
De Parrot Coaster in Amazing Amazone

Het Chimelong Ocean Kingdom is een groot themapark met aquarium dat gelegen is in Hengqin, Zhuhai (China), vlak aan de grens met Macau. Het aquarium, dat op 29 maart 2014 opende, was met 48,75 miljoen liter het grootste openbaar aquarium ter wereld bij de opening. De bouw van het aquarium heeft meer dan 10 miljard RMB gekost. Het ontwerp van het park is verricht door ontwerpbureau PGAV Destinations.
Het aquarium had vijf records op zijn naam staan, waaronder het grootste aquarium van de wereld en dit aquarium had het grootste aquariumraam ter wereld van 39,60 meter lang en 8,3 meter hoog. Sinds de opening van het Cube Oceanarium in de nieuwjaarsnacht van 2015 staat het wereldrecord echter op een 5 centimeter langer aquariumraam. De gigantische bak van Chimelong Ocean Kingdom bedraagt 22,7 miljoen liter water en stak zelfs het S.E.A. Aquarium van het Marine Life Park in Singapore voorbij. Dit was in 2012 met een totaal volume van 45 miljoen liter het grootste aquarium ter wereld. Vanaf de opening in 2005, tot 2012 stond het record nog op het bekende Georgia Aquarium in het Amerikaanse Atlanta dat ongeveer 38 miljoen liter water heeft. Het Georgia aquarium heeft wel nog de grootste aquariumtank met zo'n 24 miljoen liter water. 
In de enorme bak wonen als publiekstrekkers walvishaaien, maar ook reuzenmanta's en veel andere vissen. Naast het aquarium zijn er in het park ook verschillende attracties zoals 5 achtbanen en 2 waterglijbanen. Er zijn ook andere dieren waaronder ijsberen, dolfijnen, beloega's, pinguïns, otters, zeeleeuwen en diverse vogels te zien.
Het park trok in 2019 11,74 miljoen bezoekers en staat daarmee in de top 10 best bezochte attractieparken ter wereld.

## Beschrijving
Chimelong Ocean Kingdom is opgedeeld in acht verschillende themagebieden met elk hun eigen attracties, shows, horecagelegenheden en winkels. Kloksgewijs vanaf het ingangsgebied zijn dit Ocean Avenue, Hengqin Ocean, Mt. Walrus, Fun Zone, Polar Horizon, Ocean Beauty, Amazing Amazon en Dolphin Cove.

### Ocean Avenue
Het thema van Ocean Avenue is het koraalrif. Ocean Avenue vormt de ingangszone van het park en bevat daarmee de hoofdingang en alle bijbehorende faciliteiten. Daarnaast vormt Ocean Avenue een brede straat (de eigenlijke avenue) die van het ingangsplein, Ocean Plaza, naar Hengqin Ocean loopt. Dit pad is overdekt met een uitvergrote reuzenmanta, die over de gehele lengte van de avenue aan de onderkant bekleed is met een led-scherm. Op dit scherm komen beelden van zeedieren voorbij onder de naam Deep Sea Fantasy. Langs de avenue zijn enkele winkels te vinden, waaronder Dreamy Memories, de Ocean Kingdom Shoppe en de grootste winkel van het park: Ocean Treasure.

### Hengqin Ocean
Hengqin Ocean is het centrale gedeelte van het park en vormt de verbinding vanuit Ocean Avenue naar de overige themagebieden van het park. In het midden van Hengqin Ocean is een kunstmatig meer gelegen met daarop een piratenschip. Op het meer wordt de fonteinenshow Musical Fountain Spectacular vertoond en wordt de Flyboard Spectacular-show opgevoerd. Rondom het meer ligt de route van de parkparades Chimelong Ocean Parade en Ocean Kingdom Journey of Lights Parade. Hengqin Ocean is tevens het gebied waar de slotshow van het park wordt opgevoerd, de Glamorous Sky Over Hengqin-show.

### Mt. Walrus
Het thema van Mt. Walrus is gerelateerd aan de scheepvaartcultuur in New England in de Verenigde Staten. In het midden van het gebied ligt een waterpartij, die aan de achterzijde wordt begrensd door een rotsformatie in de vorm van twee walrussen. Tussen deze walrussen ligt de afdaling van de attractie Walrus Splash, die op de waterpartij terugvaart naar het station. Op de weg die vanuit Hengqin Ocean het gebied binnenloopt, ligt vrijwel direct dit station, evenals Sealion Bay het dierenverblijf van enkele zeeleeuwen. Verder aan deze weg ligt het Mt. Walrus Restaurant, met hiertegenover de attractie The Spirit of Adventure. Verder langs de oevers van de centrale waterpartij ligt het Sealion Theater, waarin shows met zeeleeuwen worden opgevoerd. Ook is er Walrus Island te vinden, een dierenverblijf met enkele walrussen. De weg langs de kade eindigt in het Sea Bird Paradise, waar de dierenverblijven te vinden zijn van de capibara, de larghazeehond, de ooievaar, de pelikaan, de Siberische witte kraanvogel, de soepschildpad, de sporenschildpad en de witnekkraanvogel. Tussen het Mt. Walrus Restaurant en het Sealion Theater loopt het gebied over in het themagebied Fun Zone.

### Fun Zone
Fun Zone is een themagebied dat gewijd is aan kinderen. In het gedeelte zijn de attracties Happy Bump Bump Bump en de Octopus Carousel te vinden, evenals een Game Arcade. Daarnaast is in het gebied de Otter's Den te vinden, een dierenverblijf voor otters, en zijn er aanraakpoelen waar gasten roggen en andere zeedieren aan kunnen raken. Het Fun Zone-gebied wordt afgegrensd van Hengqin Ocean door het Family Fun Café. Naast de Otter's Den loopt het gebied over in het themagebied van Polar Horizon.

### Polar Horizon
Het thema van Polar Horizon is dat van de gebieden rond de poolcirkel. Vanuit Fun Zone ligt het gebied met name rondom één centrale weg. Het themagebied wordt vooral gekenmerkt door een rotsformatie in de vorm van twee besneeuwde bergtoppen. Rondom deze bergtoppen ligt het parcours van de attractie Polar Explorer en aan de flanken ervan ligt de attractie Polar-go-round. Tevens zijn rondom deze bergtoppen de dierenverblijven te vinden van pinguïns, ijsberen en beloega's. Verder langs de centrale weg is er een show te vinden met beloega's in het Beluga Theater. Vervolgens loopt deze centrale weg over in het themagebied Ocean Beauty.

### Ocean Beauty
Het thema van Ocean Beauty is dat van de diepzee. Centraal in het themagebied ligt het Whale Shark Plaza, met hieraan het Whale Shark Aquarium, het grootste aquarium ter wereld dat als dierenverblijf dient voor enkele walvishaaien. Door de ruimtes van het Whale Shark Aquarium loopt tevens de darkride Deep Sea Odyssey. Verder is in hetzelfde complex het Ocean Beauty Restaurant te vinden, dat uitzicht geeft op het aquarium met de walvishaaien. Het gehele gebied ligt op de kopse kant van Hengqin Ocean en is te zien vanuit het hele park door een vergroot, rechtopstaand beeld van een walvishaai. Het gebied is bereikbaar vanuit Polar Horizon en grenst eveneens aan Amazing Amazon.

### Amazing Amazon
Het thema van Amazing Amazon is dat van het Zuid-Amerikaanse Amazoneregenwoud. Een blikvanger in het gebied is een vergrote, kunstmatige boom met daarin drie uitgehouwde gezichten. De grenzen van het park worden gekenmerkt door een tweede blikvanger, de achtbaan Parrot Coaster. Verder is in het themagebied een dierenverblijf van lamantijnen te vinden en ligt er het Rainforest Restaurant. Het gebied grenst aan het themagebied Dolphin Cove, maar loopt hier niet direct in over: gasten dienen hun route naar Dolphin Cove via Hengqin Ocean te plannen.

### Dolphin Cove
Dolphin Cove richt zich qua thema op een tropische baai die is geplunderd door piraten. In het gebied zijn de attracties Dolphin Round Ride en Battle of the Pirates te vinden. Daarnaast bevindt zich in dit themagebied het dierenverblijf van enkele dolfijnen, die tevens te vinden zijn in de shows in het Dolphin Theater. Het gebied wordt in de achtergrond gevuld door het gebouw waarin de attractie 5D Castle Theater zich bevindt.